# Nidhal Chatta

Nidhal Chatta bei Dreharbeiten zum Film „Le Dernier Mirage“

Nidhal Chatta (arabisch نضال شطا, DMG Niḍāl Šaṭṭā; * 1958 in Tunis) ist ein tunesischer Filmregisseur, Filmproduzent und Drehbuchautor. Er zählt zu den bekanntesten Filmemachern Tunesiens. Er entwickelt und produziert mit seiner Produktionsfirma Dokumentar- und Kinofilme in internationaler Co-Produktion.

## Leben

### Ausbildung
Chatta lebt und arbeitet in La Marsa und spricht fließend englisch und französisch. Nach seinem Schulabschluss in La Marsa erwarb er einen Abschluss in Ökologie an der Loughborough University of Technology in Großbritannien und absolvierte ein Aufbaustudium in Meereskunde und Meeresbiologie, ebenfalls in Großbritannien, bevor er sich auf Unterwasser- und Tierdokumentationen konzentrierte. Er absolvierte eine Ausbildung zum Taucher im British Sub-Acqua Club und Fortgeschrittenenkurse in wissenschaftlichem Tauchen, Wracktauchen und Unterwasserfotografie. Chatta besuchte John Strasbergs Regiekurs in Paris (The Real Stage) und ein Pariser Institut für Film. Für kurze Zeit arbeitete er bei der BBC. Er drehte mehrere Unterwasser-Kurzfilme und Kinofilme. Im Jahr 1994 gründete Chatta seine Produktionsfirma mit Sitz in Tunis.

### Karriere
Als junger Mann hatte Chatta seine Karriere als Forscher und Lehrer ausgerichtet. Als er nach seinem Studium nach Tunesien zurückkehrte, gründete er einen Tauchclub in La Marsa. Er organisierte Expeditionen zu den Inseln Zembra und La Galite von El Haouaria aus, wo auch seine operative Basis war. Er plante eine Abteilung für Tauchen an der Fakultät für Wissenschaften in Tunis einzurichten. Zum Kino kam er durch zwei Begegnungen. Die erste dieser Art fand im Zug von London nach Loughborough statt, als er zufällig dem Supervisor für Spezialeffekte des Films Der weiße Hai begegnete. Die zweite Begegnung fand in Tunesien statt. Das Team von Carthago Films, Gründer Tarak Ben Ammar, wandte sich an ihn und erbat Ausrüstung, Taucher, Sicherheit sowie Überwachung für die Dreharbeiten von Unterwassersequenzen für den französischen Film Ungestümer Sommer (Saison violente), nach dem gleichnamigen Roman von Emmanuel Roblès. Diese Begegnung setzte laut Chatta den Wendepunkt seiner Karriere in Richtung Kinobranche. An den Dreharbeiten war der Hauptkameramann Henri-Jean Alliet des Cousteau-Teams beteiligt. Dieser bot ihm Hilfe für die Umsetzung eines eigenen Kurzfilms an. Seinen ersten Kurzfilm Lost Horizon (französischer Titel: L'Horizon Englouti), mit Alliet als Kameramann, inszenierte er 1984 (7 internationale Auszeichnungen) und gewann 1985 den Silver Palm Award des Institut Français de la Mer in Paris. 1999 inszenierte er seinen ersten Kinofilm No Man’s Love (arabischer Titel: Koul Trab), eine tunesisch-französisch-deutsche Co-Produktion. Der Film wurde im Jahr 2000 beim Carthage Film Festival in Tunesien als bester Erstlingsfilm ausgezeichnet, bevor er in Paris, Valencia und Mailand internationale Anerkennung fand.
Von 2004 bis 2005 wurde er zum Projektkoordinator und Technischen Direktor für das Programm Mediterranean Marine Protected Areas unter der Schirmherrschaft des Regional Activity Centre for Specially Protected Areas in Tunis und des Umweltprogramms der Vereinten Nationen ernannt. Während dieser Zeit fungierte er auch als Executive Producer für den Dokumentarfilm Between Earth & Sea, der vom RAC / SPA produziert und von der Europäischen Union finanziert wurde.
Die tunesische Produktion Le Dernier Mirage (englischer Titel: The Last Mirage), ein von Chatta als Autor und Regisseur seit 2010 inszenierter Thriller, hatte 2014 Premiere. Im Rahmen des Carthage Film Festivals 2010 in Tunesien fand eine erste Vorabausstrahlung in der Kategorie Work in progress statt, bei der dieser im Entstehen befindliche Film mit dem Preis der Tunisie Telecom (tunesische Telekommunikationsgesellschaft) ausgezeichnet wurde.
Chatta’s Dokumentarfilm Zero! aus dem Jahr 2015 war die erste Co-Produktion zwischen Tunesien und Indien zusammen mit einem weiteren Produzenten aus Frankreich. Der von Nidhal Chatta inszenierte und produzierte Dokumentarfilm basiert auf der Reiseroute einer singulären Zahl, der Zahl Null. „Zero!“ wurde in Frankreich, Tunesien und Indien gedreht und am 9. Oktober 2015 in Neu-Delhi uraufgeführt. Die Dokumentation ist in Französisch und Englisch untertitelt.
Der von Nidhal Chatta inszenierte und produzierte Kinofilm Mustafa Z (2017) ist ein mehrfach ausgezeichnetes Werk, uraufgeführt und nominiert in der Kategorie „Bester Film“ des Carthage Film Festivals 2017. Er erhielt 2018 u. a. den „Sonderpreis der Jury“ des 34. Internationalen Filmfestivals für Mittelmeerländer in Alexandria und die Ehrung „Bester politischer Film“ des 11. Aryan Jaipur International Film Festivals (2019). Durch die Teilnahme am Internationalen Arabischen Filmfestival in Zürich 2018 wurde der Film (mit deutschen Untertiteln) auch im deutschsprachigen Raum bekannt.
Im April 2021 wurden die Dreharbeiten zum Film Silentium angekündigt. Damals noch unter dem Arbeitstitel „Bunkoeur“. Letztlich im April 2025 erschien in den tunesischen Kinos der von Nidhal Chatta inszenierte und in Co-Produktion mit Luc D'Alessandro produzierte Film. Das Drehbuch schrieb wieder Sophia Haoues. Gedreht wurde der Film in Tunesien und rückt die Schicksale der Bewohner der Villa Vito, ein Haus am Meer in einem Vorort von Tunis, in den Mittelpunkt. Die Kamera nimmt den Zuschauer mit in die einzelnen Appartements und lässt ihn teilhaben an dem Leben einer jungen Frau, Malek, gespielt von Rym Hayouni, die wiederholt Opfer von Gewalt wird. Umgeben ist Malek von dem Concierge des Hauses, gespielt von Mohamed Dahech, ihren Nachbarn Lotfi und Fatma, in deren Rollen Abdelmonem Chouayet und Basma El Euchi zu sehen sind. Ein anderes Apartment bewohnt der homosexuelle Banker Khaled, einer der besten Freunde von Malek, gespielt von Lamine Belkhodja. Die Handlung basiert auf einer wahren Begebenheit aus dem Jahr 1991.
Diese und weitere Figuren des Films verkörpern erzählen Geschichten, die auch heute noch in Tunesien Tabuthemen sind. Geplant war für eine der Hauptrollen auch der Schauspieler Hichem Rostom. Laut Regisseur sollte dieser die Rolle des Ramadi verkörpern. Rostom verstarb noch ehe mit den Dreharbeiten zu seiner Rolle begonnen werden konnte. Durch Zensur und andere Umstände konnte dieser Film erst 2025 in einer politisch korrekten Version in den tunesischen Kinos erscheinen.

## Filmografie
(Quelle:)

### Als Regisseur
- 1984: Lost Horizon (Kurzfilm)
- 1984: Adventure Under the Sea (Kurzfilm)
- 1985: Champions (Kurzfilm)
- 1987: The Eye of the Zero (Kurzfilm)
- 1999: No Man's Love / Koul Trab
- 2008: Abu Dhabi Police Department (Fernseh-Actionserie)
- 2010: Le Dernier Mirage
- 2015: Zero ! (Dokumentarfilm)
- 2017: Mustafa Z
- 2025: Silentium

### Als Produzent
- 1984: Lost Horizon (Kurzfilm)
- 1984: Adventure Under the Sea (Kurzfilm)
- 1985: Champions (Kurzfilm)
- 1987: The Eye of the Zero (Kurzfilm)
- 1992: Between the Lines III (Fernsehserie), Episode: Foxtrot Oscar (Produktionsleiter)
- 2000: No Man's Love / Koul Trab
- 2009: Nine Miles Down (Filmherstellungsleiter Tunesien)
- 2015: Zero ! (Dokumentarfilm)
- 2017: The History of Africa, Episode: North Africa (Filmherstellungsleiter Tunesien)
- 2017: Mustafa Z
- 2018: Whispering Sands (Executive Producer)
- 2025: Silentium

## Auszeichnungen (Auswahl)
- 1985: Silver Palm Award – Institut Français de la Mer, Paris für Lost Horizon
- 2000: First Film Award – Carthage Film Festival für No Man's Love[1]
- 2010: Tunisie Telecom Award (Work in Progress) – Carthage Film  Festival für Le Dernier Mirage[7]
- 2016: Artistic Contribution Award – Djerba Doc Days für Zero ![11]
- 2018: Best Film Kilimandjaro  Award – 5th African Cinema Festival AFRICLAP  of Toulouse für Mustafa Z[13]
- 2018: Special Jury Prize –  34th Alexandria International Film Festival for Mediterranean Countries für Mustafa Z[14]
- 2018: Best Film  Award – Maghreb Film Festival Oujda für Mustafa Z[15]
- 2019: Best Political Film – 11th Jaipur International Film Festival für Mustafa Z[16]

## Zusammenarbeit
Chatta hat während seiner Karriere mehr als einmal mit Schauspielern wie Hichem Rostom und Produktionsmitgliedern zusammengearbeitet. Sein Hauptteam und sein Produzententeam sind seit dem Film No Man’s Love (1999) beständig. Er zeichnete hauptverantwortlich für die Filmherstellungsleitung in- und ausländischer Produktionen. Dazu zählen mehrere in Tunesien gedrehte Filme, wie Nine Miles Down oder Zeinab Badawis Dokumentationsreihe The History of Africa (BBC). Für eine weitere BBC-Produktion arbeitete er mit Alan Dossor für die Fernsehserie Between the Lines III zusammen, die zu Teilen in Tunesien gedreht wurde. Für seinen Kinofilm No Man's Love setzte Chatta mit Terry Forrestal in Funktion des Supervisors für die Unterwasserszenen und Mike Valentine, der als Unterwasser-Kameramann verantwortlich zeichnete, auf deren Erfahrung bei der Umsetzung der aufwendigen Unterwasseraufnahmen des Films. Co-Produzenten für diesen Film waren der deutsche Regisseur Wolfgang Bergmann und der französisch-tunesische Produzent Férid Memmich, welcher auch als Schauspieler in diesem und weiteren von Chattas Filmen mitwirkte. Für die rein tunesische Produktion des Films Le Dernier Mirage arbeitete Chatta mit international bekannten Schauspielern wie Jean-Marc Barr und Elisa Tovati.
Chatta arbeitete lange Zeit mit Universal Music France, als Regisseur und Co-Produzent und führte Regie bei 125 Werbefilmen. Er war Executive Producer für Nacer Khemirs Film Whispering Sands.